# 도청대로 (예천 안동)
도청대로(Docheong-daero)는 대한민국의 경상북도 예천군 호명읍 상북도시개발공사삼거리에서 안동시 풍산읍 도청신도시IC교차로를 잇는 도로이다.

## 주요경유지
경상북도
- 예천군 (호명읍) - 안동시 (풍천면 . 풍산읍)

## 노선 경로
| 이름                   | 접속 노선                 | 소재지 | 소재지 | 비고 |
| ---------------------- | ------------------------- | ------ | ------ | ---- |
| 상북도시개발공사삼거리 | 행복로                    | 예천군 | 호명읍 |      |
| 제2행정타운 네거리     | 지방도 제927호선 (봉호로) | 예천군 | 호명읍 |      |
| 중앙호수공원 네거리    | 새움3로                   | 예천군 | 호명읍 |      |
| 천년숲네거리           | 호수공원로                | 안동시 | 풍천면 |      |
| 한옥호텔 네거리        | 갈전길                    | 안동시 | 풍천면 |      |
| 도청네거리             | 천년숲동로 한옥마을로     | 안동시 | 풍천면 |      |
| 신도시 교차로          | 가곡로                    | 안동시 | 풍천면 |      |
| 괴정교                 |                           | 안동시 | 풍산읍 |      |
| 도청신도시 교차로      | 국도 제34호선 (경서로)    | 안동시 | 풍산읍 |      |

## 주요 건물 및 시설
- 경북도서관 (경상남도 예천군 호명읍 도청대로 200)
- SK에너지 대원석유 대원도청주유소 (경상남도 예천군 호명읍 도청대로 283)
- 농협 농협중앙회 경북지역본부 (경상남도 예천군 풍천면 도청대로 333)
- 대한적십자사 경북지사 (경상남도 예천군 풍천면 도청대로 489)
- 경상북도교육청 (경상남도 예천군 풍천면 도청대로 511)